# Purple Haze (chanson)
Pour les articles homonymes, voir Purple Haze.
Singles de The Jimi Hendrix Experience
Hey Joe / Stone Free
(1966) The Wind Cries Mary
(1967)
Pistes de Are You Experienced
Stone Free 51st Anniversary
Purple Haze est une chanson écrite par Jimi Hendrix et sortie en tant que deuxième single par The Jimi Hendrix Experience le 17 mars 1967. La chanson présente son jeu de guitare inventif, qui utilise l'accord signature de Hendrix et un mélange de blues et de modalités orientales, façonné par de nouvelles techniques de traitement du son. En raison d'ambiguïtés dans les paroles, les auditeurs interprètent souvent la chanson comme faisant référence à une expérience psychédélique, bien que Hendrix l'ait décrite comme une chanson d'amour.
Purple Haze est l'une des chansons les plus connues d'Hendrix et apparaît sur de nombreuses compilations d'Hendrix. La chanson figurait régulièrement dans des concerts et chacune des configurations de groupe de Hendrix a publié des enregistrements en concert. Elle est intronisée au Grammy Hall of Fame et figure sur les listes des plus grandes chansons de guitare, y compris à la deuxième place par Rolling Stone et à la première place un par le magazine Q.

## Contexte et enregistrement
Le 5 janvier 1967, le premier single du Jimi Hendrix Experience, Hey Joe, accompagné de Stone Free, culmine à la sixième place du classement britannique. Hey Joe n'est pas une composition de Hendrix - elle a été écrite par Billy Roberts et enregistrée par plusieurs groupes avant que l'Experience la reprenne. Hendrix a commenté: "Ce disque n'est pas nous. Le prochain sera différent. Nous travaillons sur un album qui sera principalement notre truc." Le groupe a enregistré plusieurs démos de matériel original dans des studios à Londres, dont Can You See Me, Foxy Lady, Third Stone from the Sun, Red House et Remember. À la mi-décembre, le producteur Chas Chandler a entendu Hendrix jouer avec un nouveau jeu de guitare. "Je l'ai entendu le jouer à l'appartement et ça m'a mis une claque. Je lui ai dit de continuer à travailler dessus, en disant:" C'est le prochain single!" dans la loge d'un club londonien dans l'après-midi du 26 décembre 1966, avant un concert. Dans plusieurs interviews, Hendrix a parlé de l'écriture de la chanson, mais n'a pas mentionné où ni quand il l'a écrite.

The Experience a commencé à enregistrer Purple Haze le 11 janvier 1967 aux studios De Lane Lea à Londres. Selon le batteur Mitch Mitchell, lui et le bassiste Noel Redding ont appris à jouer la chanson en studio : « Hendrix est entré et nous a en quelque sorte fredonné le riff et a montré à Noel les accords et les changements. Je l'ai écouté et on s'est dit : 'OK, allons-y'. Nous l'avons eu à la troisième prise si je me souviens bien.» La piste de base a été enregistrée en quatre heures, selon Chandler. La technologie d'enregistrement multipiste a permis aux ingénieurs d'enregistrer et de compléter des parties supplémentaires sur le master final. Une fois la piste de base terminée, Chandler a expliqué que lui et Hendrix avaient développé la chanson :

« Avec Purple Haze, Hendrix et moi nous efforcions d'obtenir un son et nous n'arrêtions pas de retourner [au studio], deux heures à la fois, essayant d'y parvenir. Ce n'était pas comme si nous étions là pendant des jours. Nous l'avons enregistré, puis Hendrix et moi étions assis à la maison en disant: "Essayons ça." Ensuite, nous y allions pendant une heure ou deux. C'était comme ça à l'époque. Quel que soit le temps qu'il a fallu pour enregistrer une idée spécifique, c'est le temps que nous réserverions. Nous avons continué à entrer et sortir. »

Redding et Mitchell n'ont pas été inclus dans le processus car Chandler a estimé qu'il était plus efficace pour lui et Hendrix de le faire seuls. Pour obtenir un enregistrement de meilleure qualité, Chandler a emmené la bande quatre pistes enregistrée à De Lane Lea aux studios Olympic pour l'overdubbing (bien que Hendrix ait travaillé avec un enregistrement huit pistes aux États-Unis, il n'était pas encore disponible au Royaume-Uni). À Olympic, ils ont été affectés à Eddie Kramer, qui, en tant qu'ingénieur du son, a joué un rôle important dans les enregistrements ultérieurs de Hendrix. Hendrix a ajouté de nouvelles voix et parties de guitare entre le 3 et le 8 février 1967. Contrairement aux techniques conventionnelles utilisées par l'Experience pour enregistrer les chansons précédentes, Chandler a décidé d'essayer de nouveaux effets et sons pour Purple Haze. Il a amélioré les sons de fond (certains contribués par Redding) en les reproduisant via des écouteurs, qui ont été déplacés autour du microphone d'enregistrement, créant "un écho étrange". Chandler a également utilisé des parties de guitare accélérées enregistrées à mi-vitesse (ce qui augmente également la hauteur) et un panoramique pour créer de nouveaux effets. Le solo de guitare présente la première utilisation de l'unité d'effets de guitare Octavia. L'ingénieur acoustique et électronique Roger Mayer a développé l'unité avec la contribution de Hendrix. L'Octavia double la fréquence du son qu'elle reçoit, ajoutant essentiellement une octave supérieure.

## Origine du titre
Certains hippies pensent que les paroles sont un hymne à la marijuana, la Purple Haze étant une variété de cannabis  de couleur pourpre.
Jimi, lui, affirma : « L'idée venait d'un rêve que j'avais fait, dans lequel je marchais sous la mer. C'était en rapport avec une histoire que j'avais lue dans un magazine de science fiction ». (Cette histoire était l'œuvre de Philip Jose Farmer, dans la série mettant en scène le détective Harold Childe).
Keith Richards, guitariste des Rolling Stones, met "Purple Haze", à côté des "Strawberry Fields" et autres "Sunshine", qui ont inspiré Jimi Hendrix pour le titre de sa chanson.

## Musique
Au niveau des couplets, on peut entendre Hendrix utiliser l'accord de dominante 7/9#. Il l'utilisait si souvent qu'il est considéré comme « l'accord d'Hendrix ». On peut aussi l'entendre sur Stone Free ou Foxy Lady.
Le solo de guitare est joué avec une pédale d'effets Octavia qui double les notes à l'octave supérieure. L'effet a été développé par l'électronicien Roger Mayer en coopération avec Jimi Hendrix. On entend à nouveau cet effet à la fin du morceau.
Cette chanson, endiablée et très bluesy, est considérée par beaucoup comme l'un des précurseurs du hard rock.

## Parutions
Le 17 mars 1967, Purple Haze est sorti au Royaume-Uni en tant que premier single sur Track Records. Une autre composition d'Hendrix, 51st Anniversary influencé par le R&B, a été inclus en face B. Paul McCartney, qui était l'un des premiers partisans d'Hendrix, a donné au disque une critique enthousiaste avant la sortie dans Melody Maker. Le single est entré dans les classements à la 39e place sur Record Mirror et 43e sur Melody Maker. Il a culminé à la troisième place et a passé 14 semaines dans le classement. En mars 1967, plusieurs représentations de Purple Haze ont été filmées pour promouvoir la chanson et utilisées pour des programmes télévisés, tels que Beat-Club, Dee Time et Top of the Pops. Des performances en concert ont également été diffusées sur la NDR allemande et le Saturday Club de la BBC Radio. En 2022, le British Phonographic Industry décerne un disque d'or à Purple Haze, ce qui signifie des ventes de plus de 400 000.
Pour le single américain, Reprise Records a associé la chanson avec The Wind Cries Mary en face B. Il est sorti le 19 juin 1967, le lendemain de la performance de l'Experience au Monterey Pop Festival. Le single est entré dans le palmarès pop Billboard Hot 100 le 26 août, où il a passé huit semaines et a atteint la 65e place. Purple Haze a été inclus comme chanson d'ouverture de l'album américain Are You Experienced le 23 août 1967. En raison de la diffusion de la chanson sur les radios locales, l'album est devenu plus populaire que les singles de Hendrix.
Etant une des chansons les plus connues d'Hendrix, Purple Haze apparaît sur de nombreuses compilations, dont Smash Hits (1968), Cornerstones: 1967–1970 (1990), The Ultimate Experience (1992), Experience Hendrix: The Best of Jimi Hendrix (1997) et Voodoo Child: The Jimi Hendrix Collection (2001) pour les plus connues. Une version alternative enregistrée en même temps, mais avec des overdubs vocaux et de guitare différents, est la première chanson du coffret The Jimi Hendrix Experience en 2000. Des enregistrements en concert Purple Haze interprétés par chacune des différentes formations Hendrix ont été publiés. Ceux-ci incluent Live at Monterey (l'Experience), Live at Woodstock (Gypsy Sun and Rainbows), Live at the Fillmore East (Band of Gypsys) et Live at Berkeley (la nouvelle formation Experience lors de la tournée The Cry of Love). Des enregistrements live supplémentaires avec l'Experience apparaissent sur Winterland (album classé à la 49e place du Billboard 2011) et Miami Pop Festival (album classé à la 39e place du Billboard 2013).

## Reconnaissance et postérité
En mars 2005, le magazine Q a classé Purple Haze à la première place de sa liste des 100 Greatest Guitar Tracks Ever!. La chanson s'est classée deuxième sur la liste des « 100 plus grandes chansons de guitare de tous les temps » du magazine Rolling Stone, qui notait que la chanson dévoilait « un nouveau langage de guitare chargé d'appétit spirituelle et de la poésie possible dans l'électricité et la technologie de studio ». Il est également apparu à la 17e place sur la liste des « 500 plus grandes chansons de tous les temps » du magazine en 2004, avec ce commentaire : « il a lancé non pas une mais deux révolutions : le psychédélisme de la fin des années 60 et le génie sans précédent de Jimi Hendrix ». L'auteur et critique musical Dave Marsh l'a appelé « le premier single de l'ère des albums de rock ». En 1995, Purple Haze a été inclus comme l'une des « 500 chansons qui ont façonné le rock and roll » du Rock and Roll Hall of Fame. NPR a nommé la chanson sur sa liste des « 100 œuvres musicales américaines les plus importantes du 20e siècle » en 2000. En 2000, elle a reçu un Grammy Hall of Fame Award, qui « honore [s] les enregistrements d'importance qualitative ou historique durable ». En 2020, Far Out a classé la chanson première sur sa liste des « 20 plus grandes chansons de Jimi Hendrix », et en 2021, American Songwriter a classé la chanson deuxième sur sa liste des « 10 plus grandes chansons de Jimi Hendrix ».
De nombreux musiciens ont enregistré leurs interprétations de la chanson, ce qui en fait l'une des chansons les plus reprises d'Hendrix. Parmi ces artistes, on retrouve : 
- Dion DiMucci a inclus une version acoustique avec des cordes sur son album de retour Dion (1968)[39]. Sorti en single en 1969, il est apparu à la 63e place du Billboard Hot 100, soit deux places de plus que le single d'Hendrix en 1967. Au Canada, où le single d'Hendrix ne s'est pas classé, la version de Dion a atteint la 72e place[40].
- Soft Cell sur l'album "The Art Of Falling Apart", sorti en 1983.
- Kronos Quartet sur l'album "Kronos Quartet", sorti en 1986.
- Winger sur l'album éponyme Winger sorti en 1988.
- Coroner sur l'album Punishment for Decadence, sorti en 1988.
- Frank Zappa sur l'album live The Best Band You Never Heard in Your Life, sorti en 1991 et enregistré en 1988.
- Bobby Mc Ferrin et Yo-Yo Ma sur l'album Hush sorti en 1992, intro fantaisiste de la Musette de J-S Bach
- Wolfram Huschke (de) joue un arrangement du morceau pour violoncelle électrique sur son album Diabolica sorti en 1995.
- The Cure l'a enregistré avec un nouvel arrangement pour l'album-hommage Stone Free: A Tribute to Jimi Hendrix en 1993[27]. Leur interprétation a atteint la deuxième place du palmarès rock alternatif Modern Rock Tracks de Billboard.
- Six Feet Under sur l'album de reprises Graveyard Classics sorti en 2000.
- Violons barbares sur l'album éponyme, joué au morin khuur et à la gadoulka, sorti en 2010.
- Lawnmower Deth sur l'album Billy, sorti en 1993.
- Purple Haze a atteint un niveau d'intérêt inhabituel parmi les musiciens classiques[27]. Le Meridian Arts Ensemble, le Hampton String Quartet et Nigel Kennedy ont enregistré leurs interprétations et le Kronos Quartet le joue souvent en rappel[27].

La chanson est présente dans le film Insaisissables 2 (2016). Elle est aussi présente dans le jeu vidéo Guitar Hero: World Tour.
Purple Haze est le nom du stand de Pannacotta Fugo du manga Jojo’s Bizarre Adventure.

## Classements
| Classement (1967)                       | Meilleure position |
| --------------------------------------- | ------------------ |
| Allemagne (Media Control AG)            | 17                 |
| Autriche (Hitparade)                    | 7                  |
| Norvège (VG-lista)                      | 7                  |
| Pays-Bas (Single Top 100)               | 11                 |
| Belgique (Wallonie Ultratop 50 Singles) | 45                 |
| Royaume-Uni (UK Singles Chart)          | 3                  |
| France (IFOP)                           | 50                 |
| États-Unis (Billboard Hot 100)          | 65                 |